# Tweebergen

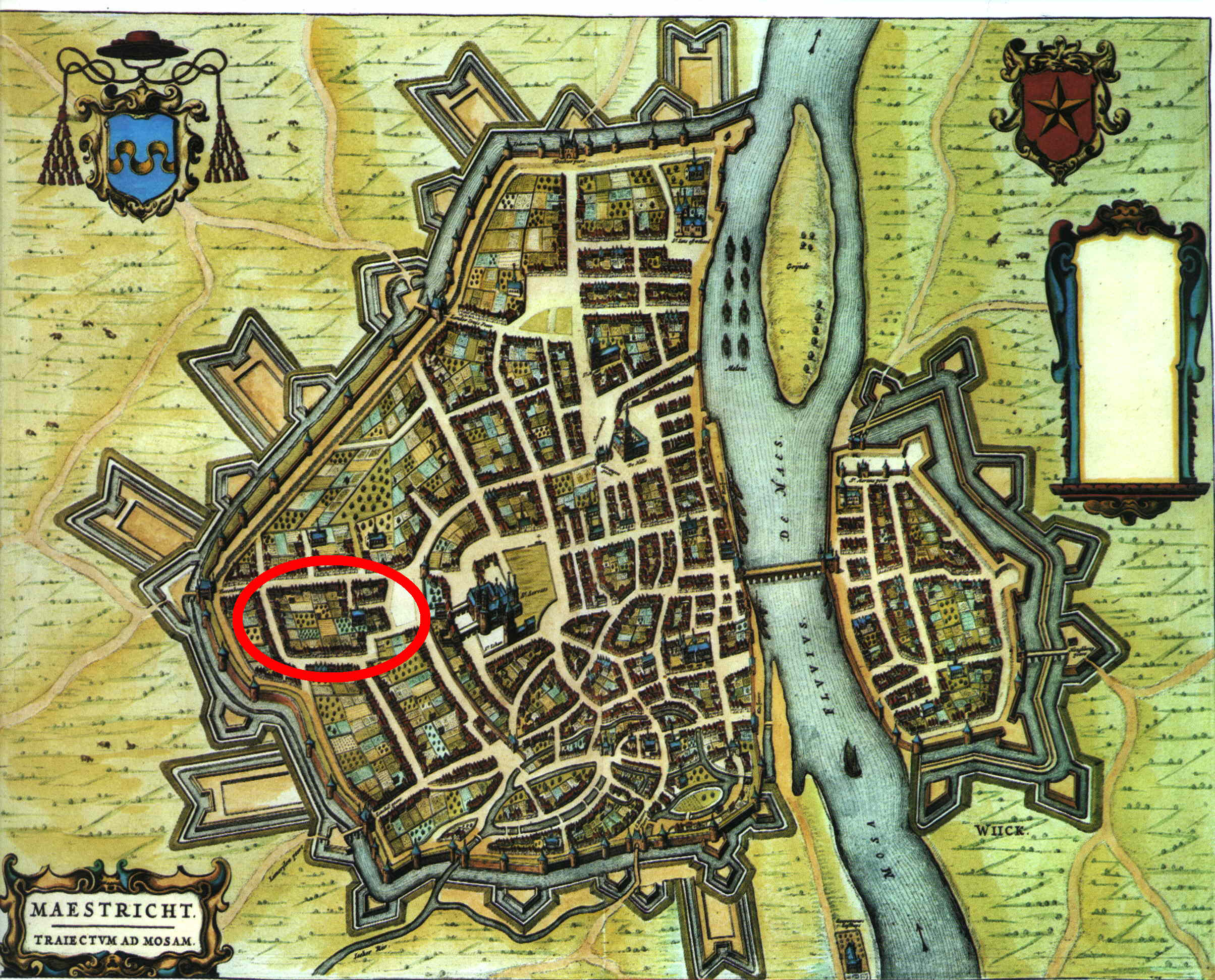
Locatie bij benadering van het kerngebied binnen de stadsmuren van Maastricht (volgens Hackeng)

De heerlijkheid Tweebergen, ook wel Tuenbergen, of Latijn: Duo Montes of Duobus Montibus, was tot aan de Franse tijd een van de elf banken van Sint-Servaas onder de jurisdictie van aanvankelijk het kapittel, later de proosdij van Sint-Servaas in Maastricht.

## Ligging
Tweebergen lag gedeeltelijk binnen de stad Maastricht, maar behoorde niet tot de tweeherige stad. De exacte grenzen zijn niet bekend, maar het kerngebied lag in de buurt van de Calvariestraat en de Brusselsestraat, tussen de eerste en tweede stadsmuur van Maastricht, min of meer tussen de Tweebergenpoort en de Brusselsepoort. Aansluitend hierop zette het gebied zich voort buiten de stadsmuur, mogelijk tot aan de Dousberg. Dit laatste gebied, de 'Proostencommer', lag waarschijnlijk in de buurt van het Proosdijveld, tegenwoordig een deel van de wijk Mariaberg. Binnen de stadsmuren vormde het gebied een wig tussen het rijksgoed van de Vroenhof.

## Geschiedenis
Over het ontstaan van Tweebergen als bezit van de Sint-Servaaskerk is niets bekend. Mogelijk was het gebied rijksgoed dat op een bepaald moment is afgesplitst van de Vroenhof en aan de Sint-Servaas is toegekomen. De eerste vermelding van Tweebergen als bezit van Sint-Servaas is in 1139. Een eeuw later, in 1232, wordt Tweebergen vermeld als schepenbank. Proost Otto van Everstein voerde toen de boedelscheiding tussen kapittel en proosdij door, waarbij Tweebergen en de heerlijkheid Mechelen-aan-de-Maas tot het bezit van de proost gingen behoren. In 1357 kregen de schepenen van Tweebergen van de keizer het recht om te oordelen over misdaden gepleegd in de dorpen Mechelen-aan-de-Maas, Heer, Hees, Vlijtingen, Sluizen en Koninksem. Deze bevoegdheden werden twintig jaar later gespecificeerd en uitgebreid. Rechtsgedingen werden gehouden voor de kapittelschool in de "Lange Gang" in de kruisgang van de Sint-Servaaskerk. De proosten van Sint-Servaas oefenden in Tweebergen de heerlijke rechten uit. De voogdij was in handen van de hertogen van Brabant.
De opbrengst van pacht en cijnzen in de heerlijkheid Tweebergen was een belangrijke bron van inkomsten voor de proosten van Sint-Servaas. In 1486 bedroegen de pachtinkomsten (van twee pachters met ongeveer 24,5 bunder land) circa 660 vaten rogge(?), terwijl de tien hoeven in het gebied 5 mud rogge aan erfpacht afdroegen en 9 mud aan cijns. Met de opheffing van het kapittel in 1797, kwam een einde aan het feodale stelsel in het gebied en werd ook de juridische aparte status van de heerlijkheid binnen Maastricht opgeheven.

## Wetenswaardig
- Binnen de heerlijkheid Tweebergen bevond zich een mansio, later herenhuis, waarvan de adellijke bewoners zich Van Tweebergen noemden.[2] Ene Theodoricus de Duobus Montibus, die in dit gebied goederen bezat, wordt genoemd in 1553.[1]